# 南鎮區 (愛荷華州麥迪遜縣)
南鎮區（英語：South Township）是位於美國愛荷華州麥迪遜縣的一個行政鎮區。

## 地方資料
根據2010年美國人口普查的數據，南鎮區的面積為87.89平方千米，當中陸地面積為87.56平方千米，而水域面積為0.33平方千米。當地共有人口1457人，而人口密度為每平方千米16.58人。